# Matta (genre)
Pour les articles homonymes, voir Matta.
Genre
Matta est un genre d'araignées aranéomorphes de la famille des Tetrablemmidae.

## Distribution
Les espèces de ce genre se rencontrent au Brésil et au Mexique.

## Liste des espèces
Selon World Spider Catalog (version 20.0, 21/02/2019) :
- Matta angelomachadoi Brescovit, 2005
- Matta cambito Brescovit & Cizauskas, 2019
- Matta hambletoni Crosby, 1934
- Matta humhum Brescovit & Cizauskas, 2019
- Matta humrrum Brescovit & Cizauskas, 2019
- Matta mckenziei Shear, 1978
- Matta nuusga Brescovit & Cizauskas, 2019
- Matta pititinha Brescovit & Cizauskas, 2019
- Matta teteia Brescovit & Cizauskas, 2019
- Matta zuiuda Brescovit & Cizauskas, 2019

## Publication originale
- Crosby, 1934 : An interesting two-eyed spider from Brazil (Tetrablemmidae). Bulletin of the Brooklyn Entomological Society, vol. 29, p. 19-23 (texte intégral).